# Dimitrie Leonida
Dimitrie Leonida (do 2009 IMGB) – stacja metra w Bukareszcie, na linii M2. Stacja została otwarta w 1986.